# Ali ibn Yusuf
Ali ibn Yusuf (Arabisch: علي بن يوسف) (Ceuta, 1084 - 1142) was een emir uit de Berberse Almoraviden-dynastie in de Maghreb en Al-Andalus. Hij was de zoon en opvolger van Yusuf ibn Tashfin en regeerde van 1106 tot 1142.